# Блэкстон, Уильям
Сэр Уи́льям Блэ́кстон (англ. William Blackstone [wiljəm 'blækstən]; 10 июля 1723 года — 14 февраля 1780 года) — английский политик, юрист, адвокат, философ и историк права. Иногда его фамилия на русский ошибочно передаётся как Блэкстоун.

## Биография
Родился 10 июля 1723 года в купеческой семье в Чипсайде, Лондон.
Первоначальное образование получил в Чартерхаус-Скул в Лондоне. Уже там он привлёк внимание к себе как начинающий поэт, написав 30 куплетов к празднованию свадьбы директора школы и получил серебряную медаль за стихи о Джоне Мильтоне. С 1738 года изучал в Пембрук-колледже Оксфордского университета юриспруденцию, логику и математику.
В 1741 году Блэкстон вступил в Middle Temple («Средний темпл» — один из четырёх «Судебных иннов» — английских школ подготовки барристеров), посвятив этому событию стихотворение «Прощание юриста со своей музой» (напечатаны в «Альманахе Додсли»). В 1744 году он избирается членом совета оксфордского Олл-Соулз-колледжа.
В 1746 году Уильям Блэкстон стал практикующим адвокатом, но затем вновь вернулся преподавать в университет.
В 1750 году он получил степень доктора права и в 1753 году начал читать в Оксфорде лекции, посвященные английскому законодательству, которые имели большой успех, так как до этого в английских университетах не предусматривались курсы обучения законам Англии. Английский учёный-юрист Винер даже завещал большую сумму денег в пользу основания кафедры английского общего права (англ. Common Law), возглавить которую в 1758 году был приглашён профессор Уильям Блэкстон.
В 1759 году Блэкстон вновь занялся адвокатской деятельностью, а также посвятил себя политике; в 1761 году он избран в палату общин от округа Хиндон (Уилтшир), а в 1763 году занимает пост королевского генерал-солиситора и одновременно избирается членом совета адвокатов в Миддл-Темпл.
Женившись, Блэкстон должен был оставить место в Олл-Соулз-колледже, он назначается ректором в Нью-Инн-холл до 1766 года, когда он оставил занимаемую им в Оксфорде кафедру.
В 1765 году он издаёт первый том прославивших его «Комментариев к английским законам», и в течение последующих четырёх лет выпускает продолжение в три тома.
В 1768 году сэр Уильям Блэкстон вернулся в парламент как депутат от Уэстбери. А в 1770 году Блэкстон, отклонив должность королевского генерал-солиситора, занимает пост судьи по общим апелляциям при королевском суде (англ. The Court of Common Pleas), который занимал до самой своей смерти 14 февраля 1780 года.

## Работы

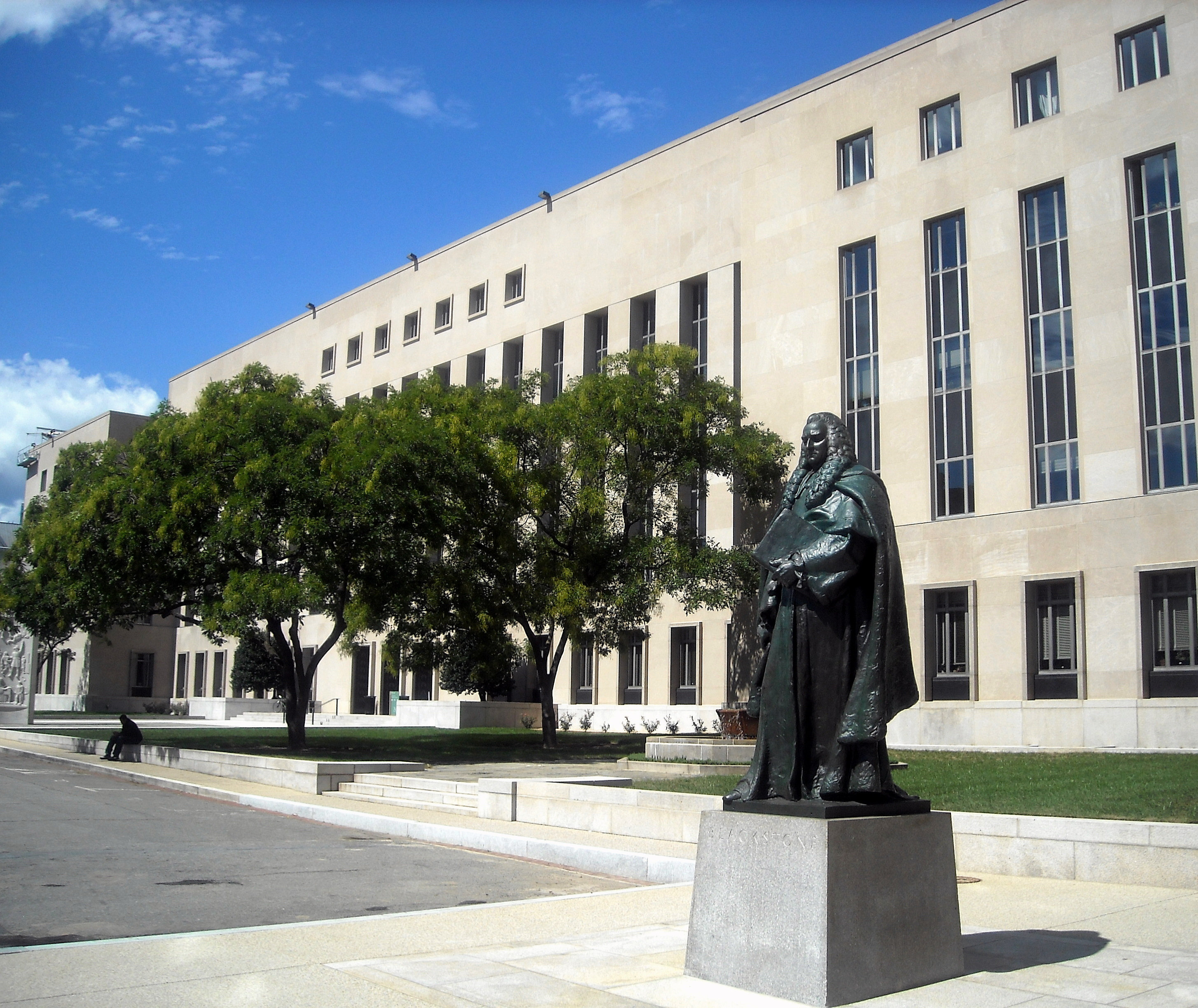
Статуя сэра Уильяма Блэкстона у здания федерального суда США в Вашингтоне

Одним из наиболее выдающихся сочинений Блэкстона были «Комментарии к английским законам» (англ. «Commentaries on the Laws of England») в 4-х томах, впервые опубликованные в Оксфорде 1765-1769 годах (в 1780—1782 годах в Московском университете С. Е. Десницким был издан перевод на русский язык — «Истолкование Английских законов г. Блакстона»). Ещё при его жизни вышло 8 изданий этой книги.
В своей фундаментальной работе Блэкстон давал подробные комментарии правовых норм и прецедентов Англии. Влияние этой работы было очень велико, доктринальные толкования Блэкстона стали авторитетом для английских и американских юристов и по прежнему сохраняют своё значение для юристов стран англо-саксонской правовой семьи. В многочисленные издания «Комментариев к английским законам» после смерти автора часто вносились дополнительные примечания последующих юристов.
Из других сочинений Блэкстона также известны «Law tracts» в 2-х томах (Лондон, 1762) и «Analysis of the Laws of England» (Оксфорд, 1754; Лондон, 1880) — энциклопедия права Англии.
Некоторые из положений Блэкстона о религиозной терпимости вызвали оживлённую полемику, например, сочинение английского юриста и философа Бентама «Fragment of Government» (1776) было направлено против политических взглядов Блэкстона.